# Madera
Madera là một đô thị thuộc bang Chihuahua, Mexico. Năm 2005, dân số của đô thị này là 32031 người.